# Уль, Петр
Петр Уль (чеш. Petr Uhl; 8 октября 1941[…], Прага[…] — 1 декабря 2021[…], Прага) — чешский левый политик, диссидент и журналист.

## Биография

### Критический марксист
Окончив в 1963 году Чешский технический университет, получил квалификацию инженера-механика в области машиностроения; работал техником, сотрудником патентного бюро, преподавателем в профессионально-технической школе. Посетив несколько раз Францию, пришёл к антисталинистскому марксизму; сильное влияние на него оказали идеи Эрнеста Манделя.
После Пражской весны 1968 года — активист «Движения революционной молодёжи» (Hnutí Revoluční mládeže), местной организации «новых левых». Сторонник «социализма с человеческим лицом». Осуждал как западный капитализм и американский империализм (в 1960-х годах в Париже участвовал в протестах против войны во Вьетнаме), так и советскую модель: «Мои политические взгляды настолько марксистские, социалистические, левые, что они не могли не пойти вразрез с практикой и теорией Коммунистической партии…».

### Левый диссидент
В годы гусаковской «нормализации» был репрессирован в ходе первого судебного процесса этого периода — над шестнадцатью членами «Движения революционной молодёжи», закончившегося в марте 1971 года, — при этом Уль был заключён в тюрьму ещё ранее, в декабре 1969 года, и отсидел четыре года (по его собственным словам, за то, что «критиковал коммунистов за их недостаточную коммунистичность»). В 1974 году женился на оппозиционерке, историке и философе Анне Шабатовой.
Был левым диссидентом, соавтором Хартии-77, которую подписал в декабре 1976 года, и соучредителем Комитета по защите несправедливо преследуемых. Находился под постоянной слежкой спецслужб, после 1977 года был уволен с работы и в 1979 году приговорён к пяти годам лишения свободы (наряду с Вацлавом Гавелом, Иржи Динстбиром и Вацлавом Бендой). После освобождения с 1984 по 1989 год работал инженером-механиком.
Выступал в качестве сторонника демократического и самоуправленческого социализма (сообразно опубликованной в 1982 году Программе социального самоуправления). С 1984 по 1992 год — член троцкистского Четвёртого интернационала. В дни Бархатной революции объединился с другими антикапиталистически настроенными демократами (например, Эгоном Бонди, фантастом Александром Крамером, психиатром Иваном Давидом, братьями Милошем и Петром Кужвартами) в «Левую альтернативу».
Во время самой Бархатной революции Петр Уль как редактор Восточноевропейского информационного агентства передал в «Радио Свободная Европа» ложное сообщение от Драгомиры Дражской о гибели студента Мартина Шмида во время демонстрации 17 ноября 1989 года (имитация убийства была организована Службой госбезопасности, Мартина Шмида изображал лейтенант Людвик Зифчак). Хотя чехословацкие официальные СМИ незамедлительно отреагировали на этот слух, взяв интервью у якобы убитого Шмида, оно пробудило в обществе большой резонанс и способствовало протестным настроениям. Уль, узнав о том, что «новость» является дезинформацией, оперативно принёс публичные извинения.

### После Бархатной революции
По итогам выборов 1990 года избран депутатом Палаты народов Федерального собрания от «Гражданского форума», после его раскола — в «Гражданском движении». Голосовал против закона о люстрации, собрал около сотни депутатов, оспоривших этот закон в Конституционном суде.
В период с 1990 по 2000 год был экспертом Женевской рабочей группы против незаконных задержаний при Комиссии Организации Объединённых Наций по правам человека. С февраля 1990 по сентябрь 1992 года он занимал должность генерального исполнительного директора ČTK (Чешского агентства новостей), до 1994 года сотрудничал в редакции. Затем работал редактором журнала «Listy» Иржи Пеликана (1994—1996 годы) и газеты «Právo» (1996—1998 годы).
С 1997 года сотрудничал с Чешской социал-демократической партией (не являясь её членом), в 1998—2001 годах был представителем правительства по правам человека, а также председателем Совета по делам национальностей, Совета по правам человека и Межминистерской комиссии по делам ромской общины.
В 2001 году из-за возможного конфликта интересов в связи с избранием его супруги Анны Шабатовой заместителем омбудсмена отказался от всех своих должностей. С марта 2001 года по апрель 2006 года вновь вернулся к работе в газете «Право». В 2003 году был избран членом Совета чешского телевидения.
В 2002—2007 годах — член Партии зелёных. Участвовал в разработке программных тезисов партии, но его предложения не были приняты, поскольку победила концепция, предложенная руководителями партии Яном Беранеком и Якубом Паточкой. Вместе с Иваном Деймалом Уль возглавлял «Открытую платформу», критическую к руководству, а на выборах в Европейский парламент в 2004 году поддержал лидера Партии за открытое общество. Наконец, покинул Партию зелёных в знак протеста против её участия в правоцентристском правительстве Мирека Тополанека. Продолжал определять себя как марксиста, но уже не революционного.